# Окрутний Володимир Васильович
Володимир Васильович Окрутний (нар. 21 квітня 1965, м. Тернопіль) — український графічний дизайнер, графік, педагог. Член Національної спілки дизайнерів України (2011).

## Життєпис
Володимир Окрутний народився 21 квітня 1965 року в місті Тернополі.
Навчався в Тернопільській середній школі № 1 (1980). Закінчив Львівське училище прикладного мистецтва (1984, нині Львівський фаховий коледж декоративного і ужиткового мистецтва імені Івана Труша), Львівський поліграфічний інститут (1994, нині Українська академія друкарства). Працює викладачем Тернопільської художньої школи імені Михайла Бойчука.
Співає у хорі Собору Непорочного Зачаття Пресвятої Богородиці м. Тернополя.

## Творчість
Творить у техніці олія, акварель, олівець та комп'ютерна графіка. Від 1994 — учасник колективних виставок екслібрису в містах Львові, Тернополі; країнах Югославії, Бельгії, Аргентині, Польщі, Люксембурзі, Італії, Чехії. Персональна виставка в Тернополі (1995, 2015, 2025).
Серед творів:
- серії «Духовність», «Літургія» (обидві — 1995);
- ікони, виконані на комп'ютері[2];
- екслібриси Івана Виговського, Тараса Шевченка, Казимира Малевича, Сальвадора Далі, Якова Гніздовського, Василя Сліпака, Ліни Костенко, Романа Коваля, Бориса Возницького, Ярослава Стецька, Михайла Сороки, Ярослава Омеляна, Григорія Сковороди[8], Андрія Окрутного та інших[9]; до 110-річчя Тернопільського обласного краєзнавчого музею[10];
- спецпогашення «Проща Зарваниця-95» (1995)[11], «Володимир Гнатюк» (2021)[12];
- дизайн відзнаки «Великого бажайте» (2023)[13].

Оформив збірки поезій «Премудрість Божу у собі шукаю» П. Тимочка (1996), «Запитаєш у мене: Чи люблю?» О. Рожанського (1997) та інші.

## Нагороди
- переможець обласного конкурсу аматорів образотворчого мистецтва імені Олени Кульчицької в номінації «Графіка» (2023)[14][15].

## Цікаві факти
Володимир Окрутний є праправнуком Степана Гарматія, який був знайомий з Іваном Франком.